# Wahlkreis Inverness, Skye and West Ross-shire
Der Wahlkreis Inverness, Skye and West Ross-shire ist ein Wahlkreis (englisch constituency) für die Wahl eines Abgeordneten des britischen Unterhauses (House of Commons).

## Ergebnisse

### Parlamentswahl 2024
| Kandidaten           | Kandidaten        | Parteien                 | Stimmen | %    |
| -------------------- | ----------------- | ------------------------ | ------- | ---- |
|                      | Angus MacDonald   | Liberal Democrats        | 18.159  | 37,8 |
|                      | Drew Hendry       | Scottish National Party  | 15.999  | 33,3 |
|                      | Michael Perera    | Labour Party             | 6.246   | 13,0 |
|                      | Dillan Hill       | Reform UK                | 2.934   | 6,1  |
|                      | Ruraidh Stewart   | Conservative Party       | 2.502   | 5,2  |
|                      | Peter Newman      | Scottish Green Party     | 2.038   | 4,2  |
|                      | Darren Paxton     | Socialist Equality Party | 178     | 0,4  |
| Gesamt               | Gesamt            | Gesamt                   | 48.056  | 100  |
|                      |                   |                          |         |      |
| Ungültige Stimmen    | Ungültige Stimmen | Ungültige Stimmen        | 168     | 0,3  |
| Wähler               | Wähler            | Wähler                   | 48.224  | 61,9 |
| Wahlberechtigte      | Wahlberechtigte   | Wahlberechtigte          | 77.927  |      |
|                      |                   |                          |         |      |
| Quelle: UK Parlament |                   |                          |         |      |